# يوجينة خضراء الثمار
يوجينة خضراء الثمار (الاسم العلمي: Eugenia chlorocarpa) هي نوع من النباتات تتبع جنس اليوجينة من فصيلة الآسية.